# Menekşe Toprak
Menekşe Toprak (* 1970 in Kayseri) ist eine deutsch-türkische Schriftstellerin, literarische Übersetzerin und Kulturjournalistin. Sie lebt in Berlin und in Istanbul.

## Leben und Wirken
Toprak lebte zunächst bei ihrem Großvater in einem Dorf der Provinz Kayseri und kam als Neunjährige nach Deutschland zu ihren Eltern, die zur ersten Generation der angeworbenen türkischen Arbeiter gehörten. Toprak besuchte die Schule in Köln. Mit 15 Jahren kehrte sie in die Türkei zurück und absolvierte die Oberschulzeit in Ankara am Yahya Kemal Beyatlı Gymnasium. Anschließend studierte sie Politikwissenschaften an der Universität Ankara. Nach dem Abschluss des Studiums arbeitete sie vier Jahre bei einer Bank in Ankara, davon zwei Jahre in einer Berliner Zweigstelle der Bank. Für eine kurze  Zeit war sie beim Bertelsmann Buch Club als Projektleiterin in Warschau beschäftigt.
Ab 2002 war sie in Berlin beim öffentlich-rechtlichen Radiosender Radio Multikulti als Hörfunkjournalistin in den türkischsprachigen Sendungen im Bereich der deutschen Literaturkritik tätig.
Toprak schreibt Erzählungen und Romane in türkischer Sprache. Zunächst begann sie mit dem Schreiben von Kurzgeschichten. Ihre erste Kurzgeschichte Eve Dönüş (Heimkehr) wurde 2005 in der Zeitschrift Kitap-lık veröffentlicht. Weitere Geschichten erschienen in Kitap-lık und in der Zeitschrift Özgür Edebiyat. Ihr Erzählband Valizdeki Mektup (Der Brief im Koffer) wurde 2007 veröffentlicht. Ein zweiter Erzählband mit dem Titel Hangi Dildedir Aşk (Welche Sprache hat die Liebe) erschien 2009. Ihr  Debütroman Temmuz Çocukları (Julikinder) folgte 2011. Ihr Roman Ağıtın Sonu (Das Ende der Klage) erschien 2014 und wurde 2015 mit dem Duygu-Asena-Romanpreis ausgezeichnet. 2018 wurde Topraks Roman Arı Fısıltıları (Wispern der Bienen) veröffentlicht, mit dem sie 2019 den Literaturpreis der Universität Ankara in der Kategorie Roman gewann. 2022 erschien Topraks Roman Déjà-vu, für den sie 2021 das „Arbeitsstipendium der Berliner Senatsverwaltung für Kultur und Europa für Literatur in nichtdeutscher Sprache“ erhielt.
Topraks Werke wurden in mehrere Sprachen übersetzt und erschienen in Deutsch, Französisch, Englisch, Italienisch und Serbisch.
Topraks Erzählung Die Begegnung in deutscher Übersetzung von Ruth Haerkötter stammt aus ihrem Erzählband Valizdeki Mektup und ist in der Anthologie Türkische Erzählungen des 20. Jahrhunderts enthalten, die 2008  im Insel-Verlag erschien. Im Kultur- und Gesellschaftsmagazin Freitext wurde 2012 die Erzählung Der Brief im Koffer (türkisch Valizdeki Mektup), ins Deutsche übersetzt von Koray Yilmaz Günay, veröffentlicht.
Als literarische Übersetzerin übertrug Toprak in der Zeit von 1999 bis 2003 Werke von Arseni Tarkovski, Zafer Şenocak und Akif Pirinçci ins Türkische.

## Werke (Auswahl)
Erzählungen
- Valizdeki Mektup. Yapı Kredi Kültür Sanat, İstanbul 2007, ISBN 978-975-08-1207-1.
- Hangi Dildedir Aşk. Yapı Kredi Kültür Sanat, İstanbul 2009, ISBN 978-975-08-1597-3.

Romane
- Temmuz Çocukları. Yapı Kredi Kültür Sanat, İstanbul 2011, ISBN 978-975-08-1940-7.
- Ağıtın Sonu. İletişim, İstanbul 2014, ISBN 978-975-05-1412-8.
- Arı Fısıltıları. İletişim Yayınları, İstanbul 2018, ISBN 978-975-05-2437-0.
- Déjà-vu. Doğan Kitap, İstanbul 2022, ISBN 978-625-8215-13-7.

Auf Deutsch erschienen:
- Die Geschichte von der Frau, den Männern und den verlorenen Märchen. (Ağıtın Sonu.) Übersetzt von Sabine Adatepe. Orlanda, Berlin 2017, ISBN 978-3-944666-34-1.

## Auszeichnungen
- 2015: Duygu-Asena-Romanpreis für Ağıtın Sonu
- 2019: Literaturpreis der Universität Ankara (Kategorie Roman) für Arı Fısıltıları
- 2021: Arbeitsstipendium der Berliner Senatsverwaltung für Kultur und Europa für Literatur in nichtdeutscher Sprache
- 2023: Recherchestipendien der Berliner Senatsverwaltung für Kultur und Europa für Übersetzung der Novellen von Annemarie Schwarzenbach – Eine Frau zu sehen und Lyrische Novelle – ins Türkische.